# Pesti Röpívek
A Pesti Röpivek magyar szépirodalmi lap volt az 1848–49-es forradalom és szabadságharc leverése után. (Alcíme: magyar irók füzetei a szépirodalom, társasélet és divat köréből). Szerkesztője Szilágyi Sándor, kiadója Kozma Vazul volt. Megindult Pesten 1850. október 6-án és a 10. száma, amely december 8-án Pesti Ívek cím alatt jelent meg, volt az utolsó, miután a 11. számmal a lapot betiltották, akárcsak ugyanebben az évben korábban a Magyar Emléklapok, majd a Magyar Írók Füzetei című szépirodalmi lapokat. A Pesti Röpívek megjelent minden vasárnap 8-rét két íven, havonként egy párizsi divatképpel.